# 绿冬青
绿冬青（学名：Ilex viridis）是冬青科冬青属的植物，为中国的特有植物。分布在中国大陆的安徽、湖北、福建、贵州、浙江、江西、海南等地，生长于海拔300米至2,050米的地区，一般生于丘陵地区的常绿阔叶林下、山地、疏林和灌木丛中，目前已由人工引种栽培。
其种加词“viridis”意为“绿色的”。
现接受名为[[]]。

## 别名
亮叶冬青（中国高等植物图鉴），细叶三花冬青（海南植物志）

## 异名
- Ilex triflora Bl. var. viridis (Champ. ex Benth.) Loes
- Ilex viridis Champ. ex Benth. var. brevipedicellata Z. M. Tan